# いちのへ瑠美
いちのへ 瑠美（いちのへ るみ、3月8日 - ）は、日本の漫画家。血液型はB型。

## 略歴
大学3年の頃より漫画投稿を開始し、『あたしの家にはテレビがない。』で第41回別フレ新人まんが大賞の佳作を受賞し、『別冊フレンド11月号増刊：別フレ2011』11月号に掲載されてデビュー。以降、『別冊フレンド』（講談社）で活動している。
2024年には『きみの横顔を見ていた』が第48回講談社漫画賞少女部門を受賞する。なお、同作の連載は『別冊フレンド』2024年10月号にて第18話（松平編）を掲載しているが、同年11月号より「制作上の都合により、しばらく休載」と編集部および作者より発表された（2024年9月30日時点）。

## 作品リスト

### 漫画作品
- 凡例
  - 〈種〉連載か読切かで2種に大別。
  - 〈収録〉オ：下記オムニバス節の書籍収録 / ふ1：『ふたりのテーブル』第1巻収録 / 未：単行本未収録

|  | 連載作品 |  | 読切作品 |

|   | 作品名                                     | 種   | 発行   | 掲載                                      | 収録   | 注記 |
| - | ------------------------------------------ | ---- | ------ | ----------------------------------------- | ------ | ---- |
| 1 | あたしの家にはテレビがない。               | 読切 | 講談社 | 別冊フレンド11月号増刊：別フレ2011 11月号 | オ     |      |
| 2 | つつじの告白                               | 読切 | 講談社 | 別冊フレンド 2012年1月号別冊付録          | ふ1 オ |      |
| 3 | 手のひら革命                               | 読切 | 講談社 | 別冊フレンド3月号増刊：別フレ2012 3月号   | 未     |      |
| 4 | ポップスマイル―書店員・高島さんのユウウツ― | 読切 | 講談社 | 別冊フレンド5月号増刊：別フレ2012 5月号   | オ     |      |
| 5 | ふたりのテーブル                           | 連載 | 講談社 | 別冊フレンド 2012年9月号 - 2013年4月号    | —      |      |
| 6 | サイレント・キス                           | 連載 | 講談社 | 別冊フレンド 2014年1月号 - 8月号          | —      |      |
| 7 | きみはかわいい女の子                       | 連載 | 講談社 | 別冊フレンド 2015年9月号 - 2021年3月号    | —      |      |
| 8 | きみの横顔を見ていた                       | 連載 | 講談社 | 別冊フレンド 2022年5月号 - 連載中         | —      |      |

### 書籍
- 〈レーベル〉KC：KC別冊フレンド

|   | 書名                 | 出版社 | レーベル | 発行年          | 判型 | 巻数 | 注記                                                                                              |
| - | -------------------- | ------ | -------- | --------------- | ---- | ---- | ------------------------------------------------------------------------------------------------- |
| 1 | ふたりのテーブル     | 講談社 | KC       | 2012年 - 2013年 | 新書 | 2    | [ 20 ] [ 21 ]                                                                                     |
| 2 | サイレント・キス     | 講談社 | KC       | 2014年          | 新書 | 2    | [ 22 ] [ 23 ]                                                                                     |
| 3 | きみはかわいい女の子 | 講談社 | KC       | 2016年 - 2021年 | 新書 | 13   | [ 24 ] [ 25 ] [ 26 ] [ 27 ] [ 28 ] [ 29 ] [ 30 ] [ 31 ] [ 32 ] [ 33 ] [ 34 ] [ 35 ] [ 36 ] [ 37 ] |
| 4 | きみの横顔を見ていた | 講談社 | KC       | 2022年 -        | 新書 | 4    | [ 38 ] [ 39 ] [ 40 ] [ 41 ]                                                                       |

#### オムニバス
- 『Sの誘惑、Mのドキドキ』2012年3月13日発売[42]、ISBN 978-4-06-341791-3
  - 「あたしの家にはテレビがない。」収録。
- 『ヒミツで同居はじめました。』2013年1月11日発売[43]、ISBN 978-4-06-341843-9
  - 「つつじの告白」収録。
- 『シゴト男子に恋してる。』2013年2月13日発売[44]、ISBN 978-4-06-341845-3
  - 「ポップスマイル―書店員・高島さんのユウウツ―」収録。
- 『ラブな同居、してみたい。』2014年2月13日発売[45]、ISBN 978-4-06-341905-4
  - 「ふたりのテーブル」第1話収録。
- 『生まれてはじめて恋してます。』2016年5月13日発売[46]、ISBN 978-4-06-392048-2
  - 「サイレント・キス」第1話収録。